# Cité Florentine-Estrade
La cité Florentine-Estrade est une voie du 16e arrondissement de Paris, en France.

## Situation et accès
La cité Florentine-Estrade est une voie privée, fermée par une grille, située dans le 16e arrondissement de Paris. Elle débute au 8, rue Verderet et se termine en impasse. 

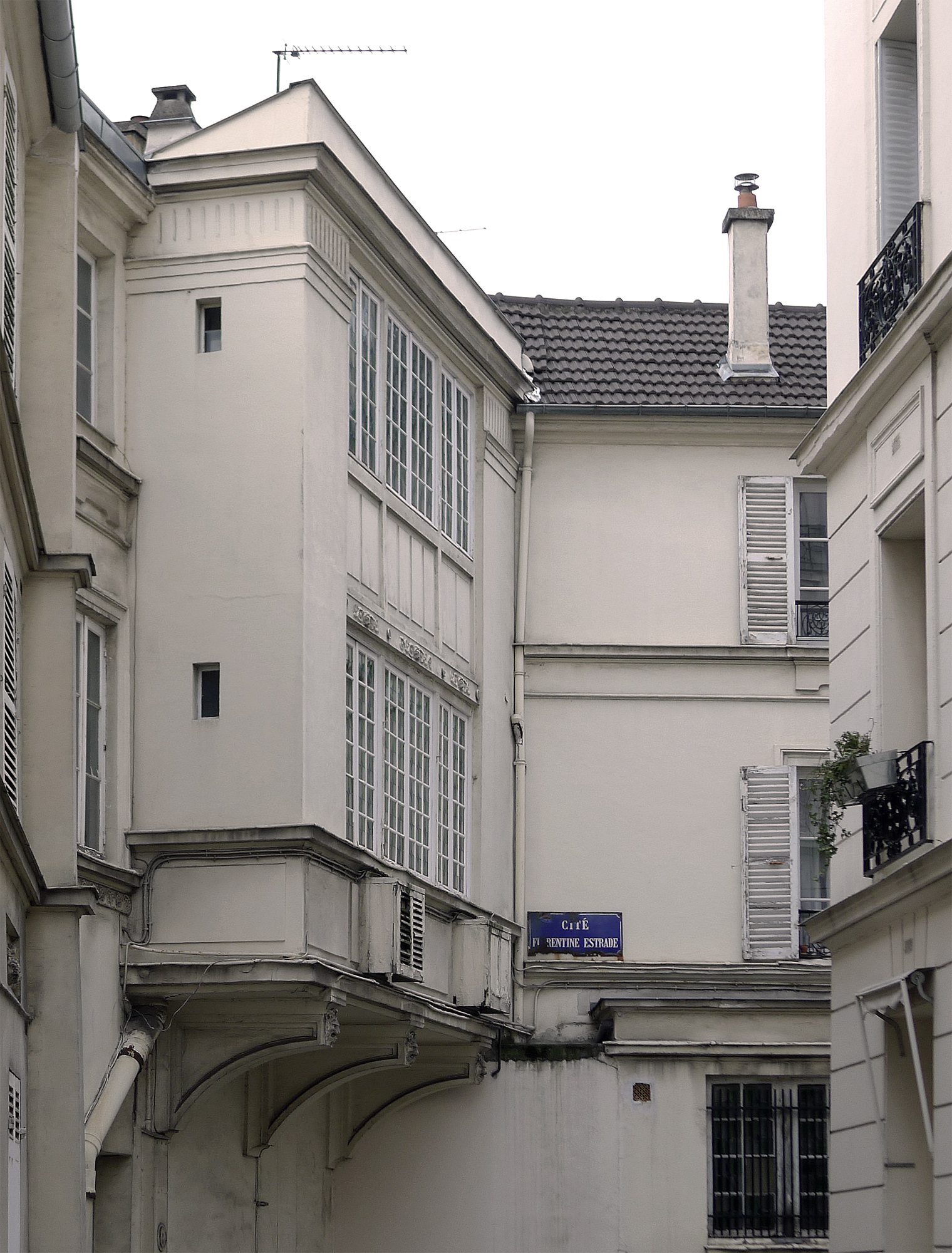
Maison avec encorbellement surplombant la voie.
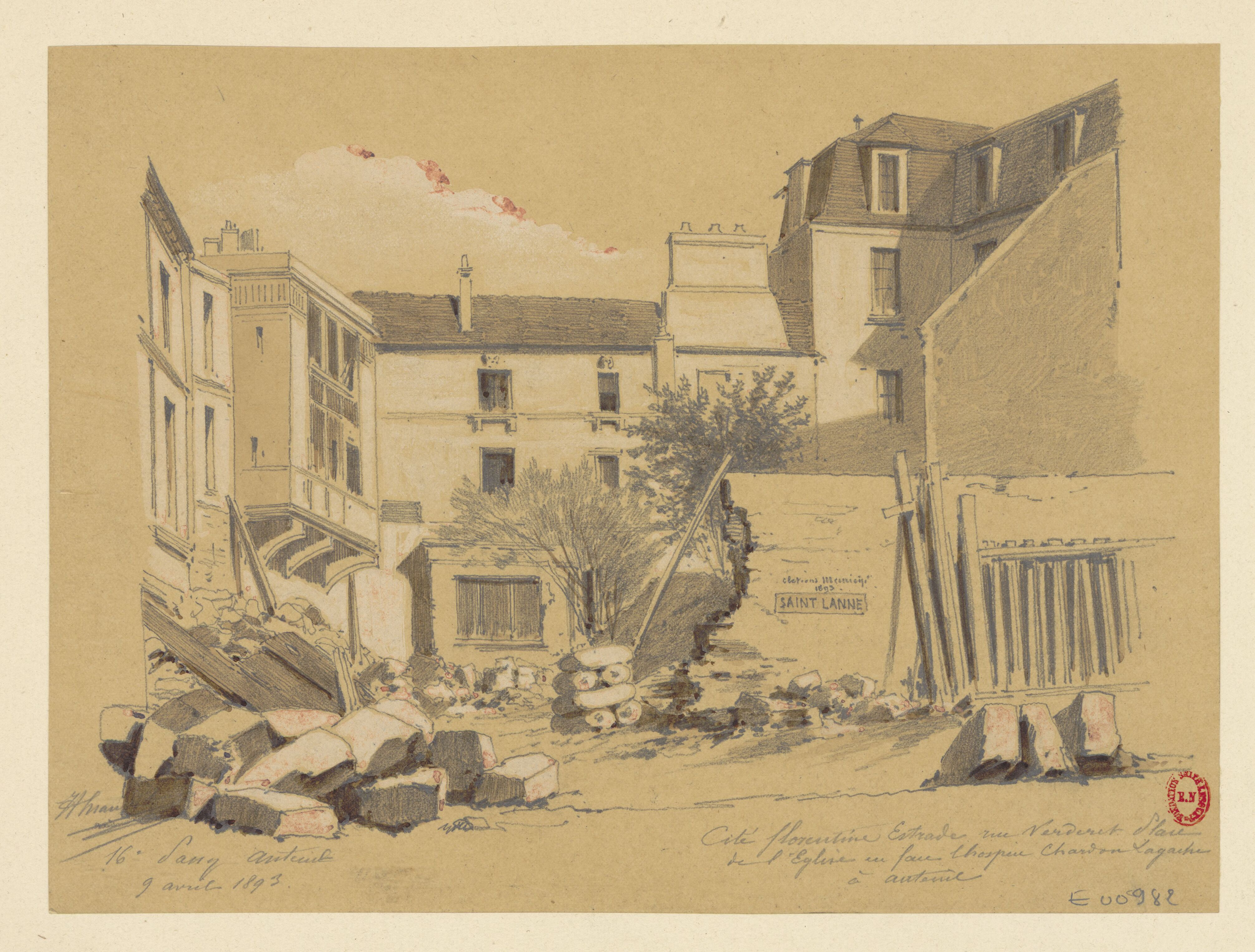
La même maison en 1893 (dessin de Jules-Adolphe Chauvet).

## Origine du nom
Cette voie est nommée d'après Florentine Estrade, propriétaire des terrains sur lesquels elle a été ouverte.

## Historique
Cette voie est ouverte sous sa dénomination actuelle vers 1890.